# カーナーク
カーナーク（Qaanaaq）は、デンマークの自治領であるグリーンランド北西岸にある町。アヴァンナータ自治体に所属する。かつてはデンマーク語でトゥーレ（Thule）と呼ばれていた。
カーナークの人口は590人（2024年時点）である。周辺の村の人口は減少中であり、町への人口移動が見られる。この人口移動の傾向はグリーンランド全体と同様であり、その影響によっていくつかの村が消滅している。
町にはアメリカ軍のピツフィク宇宙軍基地がある。
エア・グリーンランドがカーナークへの航空便を運航している。
カーナークは2008年まではアヴァッナー郡の基礎自治体であった。自治体の管轄区域は225,500平方キロメートルであるが、その大部分は氷で覆われている。南はウペルナヴィク自治体と接し、東は北東グリーンランド国立公園となっていた。西はネアズ海峡であり、その向こうにカナダ領エルズミーア島がある。2009年の行政改革によりカーナーク自治体は廃止され、カースートスップ自治体に移管された。2018年、行政区画の改編によりカースートスップ自治体からアヴァンナータ自治体へ移管された。

カーナーク自治体の地図

## 気候
ケッペンの気候区分ではツンドラ気候（ET）に属する。
| カーナークの気候         | カーナークの気候 | カーナークの気候 | カーナークの気候 | カーナークの気候 | カーナークの気候 | カーナークの気候 | カーナークの気候 | カーナークの気候 | カーナークの気候 | カーナークの気候 | カーナークの気候 | カーナークの気候 | カーナークの気候 |
| 月                       | 1月              | 2月              | 3月              | 4月              | 5月              | 6月              | 7月              | 8月              | 9月              | 10月             | 11月             | 12月             | 年               |
| ------------------------ | ---------------- | ---------------- | ---------------- | ---------------- | ---------------- | ---------------- | ---------------- | ---------------- | ---------------- | ---------------- | ---------------- | ---------------- | ---------------- |
| 最高気温記録 °C （°F）   | 5 (41)           | 1 (34)           | 2 (36)           | 6 (43)           | 12 (54)          | 20 (68)          | 19 (66)          | 17 (63)          | 10 (50)          | 5 (41)           | 3 (37)           | 3 (37)           | 20 (68)          |
| 平均最高気温 °C （°F）   | −19.0 (−2.2)     | −20.6 (−5.1)     | −20.1 (−4.2)     | −12.8 (9)        | −2.6 (27.3)      | 4.2 (39.6)       | 7.4 (45.3)       | 6.2 (43.2)       | 0.6 (33.1)       | −6.7 (19.9)      | −12.9 (8.8)      | −17.8 (0)        | −7.8 (18)        |
| 日平均気温 °C （°F）     | −23.3 (−9.9)     | −24.6 (−12.3)    | −24.1 (−11.4)    | −17.0 (1.4)      | −5.6 (21.9)      | 1.5 (34.7)       | 4.6 (40.3)       | 3.8 (38.8)       | −1.7 (28.9)      | −9.8 (14.4)      | −16.6 (2.1)      | −21.6 (−6.9)     | −11.2 (11.8)     |
| 平均最低気温 °C （°F）   | −27.0 (−16.6)    | −28.4 (−19.1)    | −27.8 (−18)      | −21.0 (−5.8)     | −8.6 (16.5)      | −0.7 (30.7)      | 2.1 (35.8)       | 1.6 (34.9)       | −4.0 (24.8)      | −12.8 (9)        | −20.1 (−4.2)     | −25.0 (−13)      | −14.3 (6.3)      |
| 最低気温記録 °C （°F）   | −40 (−40)        | −58 (−72)        | −41 (−42)        | −34 (−29)        | −22 (−8)         | −7 (19)          | −3 (27)          | −6 (21)          | −17 (1)          | −31 (−24)        | −33 (−27)        | −46 (−51)        | −58 (−72)        |
| 降水量 mm （inch）       | 6 (0.24)         | 6 (0.24)         | 4 (0.16)         | 6 (0.24)         | 7 (0.28)         | 7 (0.28)         | 16 (0.63)        | 24 (0.94)        | 18 (0.71)        | 12 (0.47)        | 10 (0.39)        | 8 (0.31)         | 124 (4.88)       |
| 平均降水日数 （≥1.0 mm） | 2                | 2                | 1                | 2                | 2                | 2                | 4                | 4                | 4                | 3                | 3                | 2                | 31               |
| % 湿度                   | 64               | 63               | 63               | 62               | 63               | 69               | 71               | 72               | 69               | 69               | 66               | 67               | 67               |
| 平均月間日照時間         | 0                | 8                | 150              | 251              | 316              | 273              | 271              | 175              | 155              | 49               | 0                | 0                | 1,648            |
| 出典1：NOAA              |                  |                  |                  |                  |                  |                  |                  |                  |                  |                  |                  |                  |                  |
| 出典2：BBC Weather       |                  |                  |                  |                  |                  |                  |                  |                  |                  |                  |                  |                  |                  |